# یواس‌اس تراکستن (دی‌دی‌جی-۱۰۳)
یواس‌اس تراکستن (دی‌دی‌جی-۱۰۳) (به انگلیسی: USS Truxtun (DDG-103)) یک کشتی است که طول آن ۵۱۰ فوت (۱۶۰ متر) می‌باشد. این کشتی در سال ۲۰۰۷ ساخته شد.